# 魂斗罗精神
《魂斗羅 Spirits》是KONAMI公司在1992年2月28日超級任天堂平台上發售的動作遊戲，《魂斗罗》系列的第三作。主要角色也還是Bill Rizer和Lance Bean，美版因前作年代的不同而將角色身分改為繼承人Jimbo與Sully，歐版則是機器人。

## 游戏系统

游戏画面

游戏共有6关，其中1、3、6为常规横版卷轴；4为强制横版卷轴；2、5为俯视视角画面，值得一提的是这两关充分运用了SFC主机的回转放缩机能。
主角能够同时拥有两种武器。机枪M和增加子弹速度的R被取消，加入了爆发弹C和GB版的魂斗罗中出现的新武器——追踪弹H（但每次发射的子弹数量变为一颗）。霰彈S也出于武器平衡性的考虑降低了攻击力。火焰弹F变为按住不放即可在一定范围内持续喷射火焰的火焰喷射器。以前的瞬间无敌被改为街机版《超级魂斗罗》的俯视画面中出现的可由玩家自由选择时间发动的炸弹。每条命自带一个，在游戏中还可以得到更多，损失一条生命后炸弹数量也重新变成一个。主角在第一关还可以乘坐坦克。游戏加入了难度选择系统，只有NORMAL和HARD难度下才会与真正的最终BOSS交手。

## 故事
西元2636年，不甘心数次失败的异形终于发动了对地球的大规模侵略战争，在异形压倒性的科技面前，人类一时束手无策，面对敌人的攻击节节败退，两度打败异形的魂斗罗小队的传奇战士Bill Rizer和Lance Bean再度临危受命，前去直接破坏敌人的中枢系统，以协助人类展开反击。

## 移植作品
《魂斗羅 Spirits》
由Factor 5公司開發製作在1994年9月23日發售的Game Boy遊戲，由于GB机能所限，遊戲關卡數從六關縮減為五關。歐版的主角更改為機器人。
《魂斗羅 Hard Spirits》
北美在2002年11月3日發售的Game Boy Advance遊戲，遊戲中混合魂斗羅 Spirits和魂斗羅 鐵血兵團的關卡。